# Bzovská Lehôtka
Bzovská Lehôtka (hongrois : Bozókszabadi) est un village de Slovaquie situé dans la région de Banská Bystrica.

## Histoire
La première mention écrite du village date de 1524.

## Démographie

### Évolution de la population
| Année:               | 1994. | 2004.    | 2014.    | 2024.   |
| -------------------- | ----- | -------- | -------- | ------- |
| Nombre de personnes: | 128   | 115      | 136      | 139     |
| Différence:          |       | -10,15 % | +18,26 % | +2,20 % |

| Année:               | 2023. | 2024.   |
| -------------------- | ----- | ------- |
| Nombre de personnes: | 130   | 139     |
| Différence:          |       | +6,92 % |